# Пердік
П́ердік, також Пе́рдікс (грец. Perdix — куріпка) — Дедалів небіж і учень, який перевершив свого вчителя в майстерності.
За переказом, Пердік винайшов гончарне коло, циркуль і пилу. Охоплений заздрощами, Дедал зіштовхнув небожа з даху храму Афіни на Акрополі. Однак П. не розбився, а перетворився на куріпку. За однією з версій, небіж Дедала звався Талом. Міф опрацював Овідій у «Метаморфозах».